# Qualifiche del Corpo di polizia penitenziaria
Premesso che ciò che nelle Forze armate è il grado militare, nelle Forze di polizia è chiamata "qualifica" e ciò che nelle forze armate è definita "qualifica" nelle forze di polizia è chiamata "denominazione", segue la rappresentazione schematica per importanza gerarchica delle qualifiche del Corpo di Polizia di Penitenziaria. La Polizia Penitenziaria con delibera n. 20 del Consiglio dei Ministri del 21 dicembre 2019 ha introdotto la qualifica di Dirigente Generale di Polizia Penitenziaria. Inoltre sono state modificate con lo stesso decreto le denominazioni di Commissario Coordinatore (vice questore aggiunto/maggiore) e quella di Commissario Coordinatore Superiore (Vice questore/tenente colonnello) rispettivamente in Dirigente Aggiunto e  Dirigente di Polizia penitenziaria.
| dirigente generale (dirigente generale tecnico) | dirigente superiore (dirigente superiore tecnico) | primo dirigente (primo dirigente tecnico) |

| dirigente (dirigente tecnico) | dirigente aggiunto (dirigente aggiunto tecnico) | commissario capo (commissario capo tecnico) | commissario (commissario tecnico) | vice commissario |

| sostituto commissario coordinatore (Sostituto direttore coordinatore tecnico) | sostituto commissario (Sostituto direttore tecnico) | ispettore superiore (ispettore superiore tecnico) | ispettore capo (ispettore capo tecnico) | ispettore (ispettore tecnico) | vice ispettore (vice ispettore tecnico) |

| assistente capo coordinatore (assistente capo coordinatore tecnico) | assistente capo (assistente capo tecnico) | assistente (assistente tecnico) | agente scelto (agente scelto tecnico) | agente (agente tecnico) |

## Vecchi Distintivi delle Qualifiche dal Dicembre 1990 al Gennaio 2020
|  |

| commissario capo | commissario | vice commissario |

| sostituto commissario | ispettore superiore | ispettore capo | ispettore | vice ispettore |

| sovrintendente capo (fino al 1995)                                | sovrintendente capo (fino al 1995) | sovrintendente capo (fino al 1995 sovrintendente superiore) | sovrintendente capo (fino al 1995 sovrintendente superiore) | sovrintendente | sovrintendente | vice sovrintendente | vice sovrintendente |
| ruolo assistenti ed agenti                                        |                                    |                                                             |                                                             |                |                |                     |                     |
|                                                                   |                                    |                                                             |                                                             |                |                |                     |                     |
| \| assistente capo \| assistente \| agente scelto \| agente[2] \| |                                    |                                                             |                                                             |                |                |                     |                     |
|                                                                   |                                    |                                                             |                                                             |                |                |                     |                     |
| assistente capo                                                   | assistente                         | agente scelto                                               | agente                                                      |                |                |                     |                     |

| assistente capo | assistente | agente scelto | agente |

| commissario capo | commissario | vice commissario |

| sostituto commissario | ispettore superiore | ispettore capo | ispettore | vice ispettore |

| sovrintendente capo (fino al 1995)                                | sovrintendente capo (fino al 1995) | sovrintendente capo (fino al 1995 sovrintendente superiore) | sovrintendente capo (fino al 1995 sovrintendente superiore) | sovrintendente | sovrintendente | vice sovrintendente | vice sovrintendente |
| ruolo assistenti ed agenti                                        |                                    |                                                             |                                                             |                |                |                     |                     |
|                                                                   |                                    |                                                             |                                                             |                |                |                     |                     |
| \| assistente capo \| assistente \| agente scelto \| agente[2] \| |                                    |                                                             |                                                             |                |                |                     |                     |
|                                                                   |                                    |                                                             |                                                             |                |                |                     |                     |
| assistente capo                                                   | assistente                         | agente scelto                                               | agente                                                      |                |                |                     |                     |

| assistente capo | assistente | agente scelto | agente |

| Distintivi di Qualifica per gli Allevi delle Scuole di Formazione |                     |                   |                   |                |                |
|                                                                   |                     |                   |                   |                |                |
| Allievo Commissario                                               | Allievo Commissario | Allievo Ispettore | Allievo Ispettore | Allievo Agente | Allievo Agente |
|                                                                   |                     |                   |                   |                |                |

## Incarichi
Ai sensi del D. Lgs. 21 maggio 2000, n. 146 per ogni qualifica della carriera dei funzionari vi sono degli incarichi stabiliti e di seguito elencati:
Dirigente Generale di Polizia Penitenziaria:
- Direttore generale delle specialità del Corpo di polizia penitenziaria;
- Direttore generale dei servizi logistici e tecnici del Corpo di polizia penitenziaria;
- Consigliere ministeriale.

Dirigente Superiore di Polizia Penitenziaria:
- Consigliere ministeriale aggiunto;
- Vice direttore generale delle specialità del Corpo di Polizia penitenziaria;
- Vice direttore generale dei servizi logistici e tecnici del Corpo di Polizia penitenziaria;
- Vicedirettore generale del personale e delle risorse;
- Vice direttore generale della formazione;
- Direttore del Gruppo Operativo Mobile;
- Direttore degli uffici di sicurezza e traduzioni nei provveditorati regionali;
- Direttore del servizio di sicurezza del Capo del Dipartimento per la giustizia minorile e di comunità.

Primo Dirigente di Polizia Penitenziaria:
- Direttore di istituto di istruzione;
- Comandante di reparto della Scuola superiore dell'esecuzione penale;
- Direttore dell'Ufficio Sicurezza Personale e Vigilanza;
- Comandante del Nucleo Investigativo Centrale;
- Capo della segreteria tecnica del Capo del Dipartimento dell'Amministrazione penitenziaria;
- Vice direttore del Gruppo Operativo Mobile;
- Comandante di reparto di istituto penitenziario sede di incarico superiore;
- Comandante di nucleo traduzioni interprovinciale, provinciale o cittadino di maggiore rilevanza;
- Direttore di divisione nelle direzioni generali dell'Amministrazione penitenziaria e dell'Amministrazione per la giustizia minorile e di comunità e nei provveditorati regionali;
- Vice direttore dell'ufficio sicurezza e traduzioni nei provveditorati regionali;
- Direttore dell'area sicurezza nei centri per la giustizia minorile;
- Comandante di nucleo negli uffici interdistrettuali di esecuzione penale esterna e di comunità;
- Vice Consigliere ministeriale presso il Vice Capo e i direttori generali dell'Amministrazione penitenziaria e della giustizia minorile e di comunità.

Dirigente di Polizia Penitenziaria:
- Comandante di reparto di istituto penitenziario di primo livello;
- Comandante di reparto di istituto penale per minorenni di primo livello;
- Vice comandante di reparto presso gli istituti penitenziari sede di incarico superiore;
- Comandante di nucleo traduzioni e piantonamenti interprovinciale, provinciale o cittadino;
- Comandante di reparto nelle scuole dell'Amministrazione penitenziaria;
- Vice direttore degli uffici dell'Amministrazione penitenziaria e dell'Amministrazione per la giustizia minorile e di comunità non sede di incarico superiore;
- Direttore di sezione di maggiore rilevanza degli uffici dell'Amministrazione penitenziaria e dell'Amministrazione per la giustizia minorile e di comunità;
- Comandante di nucleo negli uffici distrettuali di esecuzione penale esterna e di comunità.

Dirigente Aggiunto di Polizia Penitenziaria:
- Comandante di reparto di istituto penitenziario di secondo livello;
- Comandante di reparto di istituto penale per minorenni di secondo livello;
- Vice comandante di reparto di istituto penitenziario di primo livello;
- Comandante di nucleo traduzioni e piantonamenti interprovinciale, provinciale o cittadino;
- Comandante di reparto negli istituti di istruzione dell'Amministrazione penitenziaria;
- Direttore di sezione degli uffici, servizi e scuole dell'Amministrazione penitenziaria e dell'Amministrazione per la giustizia minorile e di comunità.

Commissario Capo di Polizia Penitenziaria:
- Comandante di reparto di istituto penitenziario di terzo livello;
- Comandante di reparto di istituto penale per minorenni di terzo livello;
- Vice comandante di reparto di istituto penitenziario di secondo livello;
- Coordinatore di nucleo locale traduzioni e piantonamenti presso gli istituti penitenziari sede di incarico superiore;
- Funzionario addetto agli uffici, servizi e scuole dell'Amministrazione penitenziaria e dell'Amministrazione per la giustizia minorile e di comunità.

Commissario di Polizia Penitenziaria:
- Vice comandante di reparto di istituto penitenziario;
- Coordinatore di nucleo locale traduzioni e piantonamenti presso gli istituti penitenziari sede di incarico non superiore;
- Funzionario addetto agli uffici, servizi e scuole dell'Amministrazione penitenziaria e dell'Amministrazione per la giustizia minorile e di comunità.

Il Vice Commissario non ricopre nessun incarico in quanto questa qualifica è ricoperta dai frequentatori del corso di formazione per funzionari.

## Equiparazione
La tabella seguente riporta l'equiparazione tra i gradi delle forze armate e le qualifiche delle forze di polizia ad ordinamento militare, civile, soccorso pubblico e difesa civile come stabilito dall'art. 632 del decreto legislativo 15 marzo 2010, n. 66, ovvero "Codice dell'ordinamento militare", entrato in vigore il 9 ottobre 2010.
 Il recente decreto legislativo 29 maggio 2017, n. 94 ha modificato il predetto articolo 632 tenendo conto di alcune recenti modifiche ordinamentali intervenute dopo il 2010, con particolare riferimento all'introduzione del nuovo grado direttivo di "Vicequestore" della Polizia di Stato.

Tabella aggiornata con le qualifiche della Polizia Locale Regione Lombardia come da Regolamento Regionale 22 marzo 2019 , n. 5

Le cariche militari, inoltre, sono inquadrate anche nell'ambito dell'ordine delle cariche della Repubblica Italiana.
| Comparazione gerarchica tra i gradi delle Forze armate, le qualifiche delle Forze di polizia italiane e della Polizia Locale |                                                                                        |                                                                                  |                                                                                          |                                                |                                                |                                                                  |                                                                         |                                        |                                               |                                           |                                                                         |
| Ruoli | Esercito                                                                               | Marina Militare                                                                  | Aeronautica Militare                                                                     | Carabinieri                                    | Guardia di Finanza                             | Polizia di Stato                                                 | Polizia penitenziaria                                                   | Corpo forestale dello Stato (dismesso) | Corpo nazionale dei vigili del fuoco          | Polizie Locali Regione Lombardia          | Ruoli                                                                   |
| ufficiali generali | generale - ammiraglio (capo di stato maggiore della difesa)                            | generale - ammiraglio (capo di stato maggiore della difesa)                      | generale - ammiraglio (capo di stato maggiore della difesa)                              | -                                              | -                                              | capo della polizia - direttore generale della pubblica sicurezza | capo del dipartimento dell'amministrazione penitenziaria capo del corpo | -                                      | -                                             | -                                         | dirigenti - funzionari dirigenti                                        |
| ufficiali generali | generale di corpo d'armata con incarichi speciali capo di stato maggiore dell'esercito | ammiraglio di squadra con incarichi speciali capo di stato maggiore della marina | generale di squadra aerea con incarichi speciali capo di stato maggiore dell'aeronautica | generale di corpo d'armata comandante generale | generale di corpo d'armata comandante generale | capo della polizia - direttore generale della pubblica sicurezza | capo del dipartimento dell'amministrazione penitenziaria capo del corpo | -                                      | -                                             | -                                         | dirigenti - funzionari dirigenti                                        |
| ufficiali generali | generale di corpo d'armata / tenente generale                                          | ammiraglio di squadra / ammiraglio ispettore capo                                | generale di squadra aerea / generale ispettore capo                                      | generale di corpo d'armata                     | generale di corpo d'armata                     | Prefetto                                                         | Direttore dell'Istituto                                                 | dirigente generale capo del corpo      | dirigente generale capo del corpo             | --                                        | dirigenti - funzionari dirigenti                                        |
| ufficiali generali | generale di divisione / maggior generale                                               | ammiraglio di divisione / ammiraglio ispettore                                   | generale di divisione aerea / generale ispettore                                         | generale di divisione                          | generale di divisione                          | dirigente generale di pubblica sicurezza                         | dirigente generale                                                      | dirigente generale                     | dirigente generale                            | --                                        | dirigenti - funzionari dirigenti                                        |
| ufficiali generali | generale di brigata / brigadier generale                                               | contrammiraglio                                                                  | generale di brigata aerea / brigadier generale                                           | generale di brigata                            | generale di brigata                            | dirigente superiore                                              | dirigente superiore                                                     | dirigente superiore                    | dirigente superiore                           | dirigente generale                        | dirigenti - funzionari dirigenti                                        |
| ufficiali superiori | colonnello                                                                             | capitano di vascello                                                             | colonnello                                                                               | colonnello                                     | colonnello                                     | primo dirigente                                                  | primo dirigente                                                         | primo dirigente                        | primo dirigente                               | dirigente                                 | dirigenti - funzionari dirigenti                                        |
| ufficiali superiori | tenente colonnello                                                                     | capitano di fregata                                                              | tenente colonnello                                                                       | tenente colonnello                             | tenente colonnello                             | vice questore                                                    | dirigente                                                               | vice questore aggiunto forestale       | direttore vice dirigente dei vigili del fuoco | commissario capo coordinatore             | dirigenti - funzionari dirigenti                                        |
| ufficiali superiori | maggiore                                                                               | capitano di corvetta                                                             | maggiore                                                                                 | maggiore                                       | maggiore                                       | vice questore aggiunto                                           | dirigente aggiunto                                                      | vice questore aggiunto forestale       | direttore vice dirigente dei vigili del fuoco | commissario capo                          | dirigenti - funzionari dirigenti                                        |
| ufficiali inferiori | primo capitano                                                                         | primo tenente di vascello                                                        | primo capitano                                                                           | -                                              | -                                              | -                                                                | -                                                                       | -                                      | -                                             | -                                         | funzionari direttivi - commissari                                       |
| ufficiali inferiori | capitano                                                                               | tenente di vascello                                                              | capitano                                                                                 | capitano                                       | capitano                                       | commissario capo                                                 | commissario capo penitenziario                                          | commissario capo forestale             | direttore dei vigili del fuoco                | commissario                               | funzionari direttivi - commissari                                       |
| ufficiali inferiori | tenente                                                                                | sottotenente di vascello                                                         | tenente                                                                                  | tenente                                        | tenente                                        | commissario                                                      | commissario penitenziario                                               | commissario forestale                  | vicedirettore dei vigili del fuoco            | vicecommissario                           | funzionari direttivi - commissari                                       |
| ufficiali inferiori | sottotenente                                                                           | guardiamarina                                                                    | sottotenente                                                                             | sottotenente                                   | sottotenente                                   | vice commissario                                                 | vice commissario penitenziario                                          | vice commissario forestale             | -                                             | -                                         | funzionari direttivi - commissari                                       |
| marescialli | primo luogotenente                                                                     | primo luogotenente                                                               | primo luogotenente                                                                       | luogotenente carica speciale                   | luogotenente cariche speciali                  | sostituto commissario coordinatore                               | sostituto commissario coordinatore                                      | ispettore superiore scelto             | sostituto direttore antincendi capo           | -                                         | ispettori                                                               |
| marescialli | luogotenente                                                                           | luogotenente                                                                     | luogotenente                                                                             | luogotenente                                   | luogotenente                                   | sostituto commissario                                            | sostituto commissario                                                   | ispettore superiore scelto             | sostituto direttore antincendi capo           | -                                         | ispettori                                                               |
| marescialli | primo maresciallo                                                                      | primo maresciallo                                                                | primo maresciallo                                                                        | maresciallo maggiore                           | maresciallo aiutante                           | ispettore superiore                                              | ispettore superiore                                                     | ispettore superiore                    | sostituto direttore antincendi                | -                                         | ispettori                                                               |
| marescialli | maresciallo capo                                                                       | capo di 1ª classe                                                                | maresciallo di 1ª classe                                                                 | maresciallo capo                               | maresciallo capo                               | ispettore capo                                                   | ispettore capo                                                          | ispettore capo                         | ispettore antincendi esperto                  | -                                         | ispettori                                                               |
| marescialli | maresciallo ordinario                                                                  | capo di 2ª classe                                                                | maresciallo di 2ª classe                                                                 | maresciallo ordinario                          | maresciallo ordinario                          | ispettore                                                        | ispettore                                                               | ispettore                              | ispettore antincendi                          | -                                         | ispettori                                                               |
| marescialli | maresciallo                                                                            | capo di 3ª classe                                                                | maresciallo di 3ª classe                                                                 | maresciallo                                    | maresciallo                                    | vice ispettore                                                   | vice ispettore                                                          | vice ispettore                         | vice ispettore antincendi                     | -                                         | ispettori                                                               |
| sergenti | sergente maggiore aiutante                                                             | 2º capo aiutante                                                                 | sergente maggiore aiutante                                                               | brigadiere capo qualifica speciale             | brigadiere capo qualifica speciale             | sovrintendente capo coordinatore                                 | sovrintendente capo coordinatore                                        | sovrintendente capo                    | caporeparto esperto                           | specialista di vigilanza (ad esaurimento) | sovrintendenti                                                          |
| sergenti | sergente maggiore capo                                                                 | 2º capo scelto                                                                   | sergente maggiore capo                                                                   | brigadiere capo                                | brigadiere capo                                | sovrintendente capo                                              | sovrintendente capo                                                     | sovrintendente capo                    | caporeparto                                   | sovrintendente esperto                    | sovrintendenti                                                          |
| sergenti | sergente maggiore                                                                      | 2º capo                                                                          | sergente maggiore                                                                        | brigadiere                                     | brigadiere                                     | sovrintendente                                                   | sovrintendente                                                          | sovrintendente                         | caposquadra esperto                           | sovrintendente scelto                     | sovrintendenti                                                          |
| sergenti | sergente                                                                               | sergente                                                                         | sergente                                                                                 | vicebrigadiere                                 | vicebrigadiere                                 | vice sovrintendente                                              | vice sovrintendente                                                     | vice sovrintendente                    | caposquadra                                   | sovrintendente                            | sovrintendenti                                                          |
| graduati | graduato aiutante                                                                      | sottocapo aiutante                                                               | graduato aiutante                                                                        | appuntato scelto qualifica speciale            | appuntato scelto qualifica speciale            | assistente capo coordinatore                                     | assistente capo coordinatore                                            | assistente capo                        | vigile coordinatore                           | assistente esperto                        | appuntati e carabinieri - appuntati e finanzieri - assistenti ed agenti |
| graduati | primo graduato                                                                         | sottocapo scelto                                                                 | primo graduato                                                                           | appuntato scelto                               | appuntato scelto                               | assistente capo                                                  | assistente capo                                                         | assistente capo                        | vigile coordinatore                           | assistente scelto                         | appuntati e carabinieri - appuntati e finanzieri - assistenti ed agenti |
| graduati | graduato capo                                                                          | sottocapo di 1ª classe                                                           | primo aviere capo                                                                        | appuntato                                      | appuntato                                      | assistente                                                       | assistente                                                              | assistente                             | vigile esperto                                | assistente                                | appuntati e carabinieri - appuntati e finanzieri - assistenti ed agenti |
| graduati | graduato scelto                                                                        | sottocapo di 2ª classe                                                           | primo aviere scelto                                                                      | carabiniere scelto                             | finanziere scelto                              | agente scelto                                                    | agente scelto                                                           | agente scelto                          | vigile qualificato                            | agente scelto                             | appuntati e carabinieri - appuntati e finanzieri - assistenti ed agenti |
| graduati | graduato                                                                               | sottocapo di 3ª classe                                                           | aviere capo                                                                              | carabiniere                                    | finanziere                                     | agente                                                           | agente                                                                  | agente                                 | vigile del fuoco                              | agente                                    | appuntati e carabinieri - appuntati e finanzieri - assistenti ed agenti |
| militari di truppa (volontari in ferma prefissata, allievi e militari di leva)                                               | caporal maggiore                                                                       | comune scelto                                                                    | primo aviere                                                                             | -                                              | -                                              | -                                                                | -                                                                       | -                                      | -                                             | -                                         | appuntati e carabinieri - appuntati e finanzieri - assistenti ed agenti |
| militari di truppa (volontari in ferma prefissata, allievi e militari di leva)                                               | caporale                                                                               | comune di 1ª classe                                                              | aviere scelto                                                                            | -                                              | -                                              | -                                                                | -                                                                       | -                                      | -                                             | -                                         | appuntati e carabinieri - appuntati e finanzieri - assistenti ed agenti |
| militari di truppa (volontari in ferma prefissata, allievi e militari di leva)                                               | soldato                                                                                | comune di 2ª classe                                                              | aviere                                                                                   | allievo carabiniere                            | allievo finanziere                             | allievo agente                                                   | allievo agente                                                          | allievo agente                         | allievo vigile del fuoco                      | -                                         | appuntati e carabinieri - appuntati e finanzieri - assistenti ed agenti |

Dirigente Generale di Polizia Penitenziaria  nuova qualifica introdotta con delibera n. 20 del Consiglio dei Ministri del 21 dicembre 2019